# Смерть Майкла Джексона
Смерть Майкла Джексона 25 июня 2009 года в 21:26 UTC (14:26 по местному летнему тихоокеанскому времени, 26 июня в 1:26 по московскому времени) произошла после того, как его личный врач Конрад Мюррей сделал ему инъекцию пропофола. Примерно через два часа Мюррей вернулся и увидел своего пациента лежащим на кровати с широко открытыми глазами и ртом. Врач попытался реанимировать певца, но попытки не увенчались успехом.
Смерть символа целой эпохи вызвала огромную реакцию поклонников Майкла по всему миру, повлияла на работу многих крупных сайтов и послужила причиной взрывного роста продаж альбомов Джексона, а также возникновению различных конспирологических теорий касательно его гибели.

## Смерть

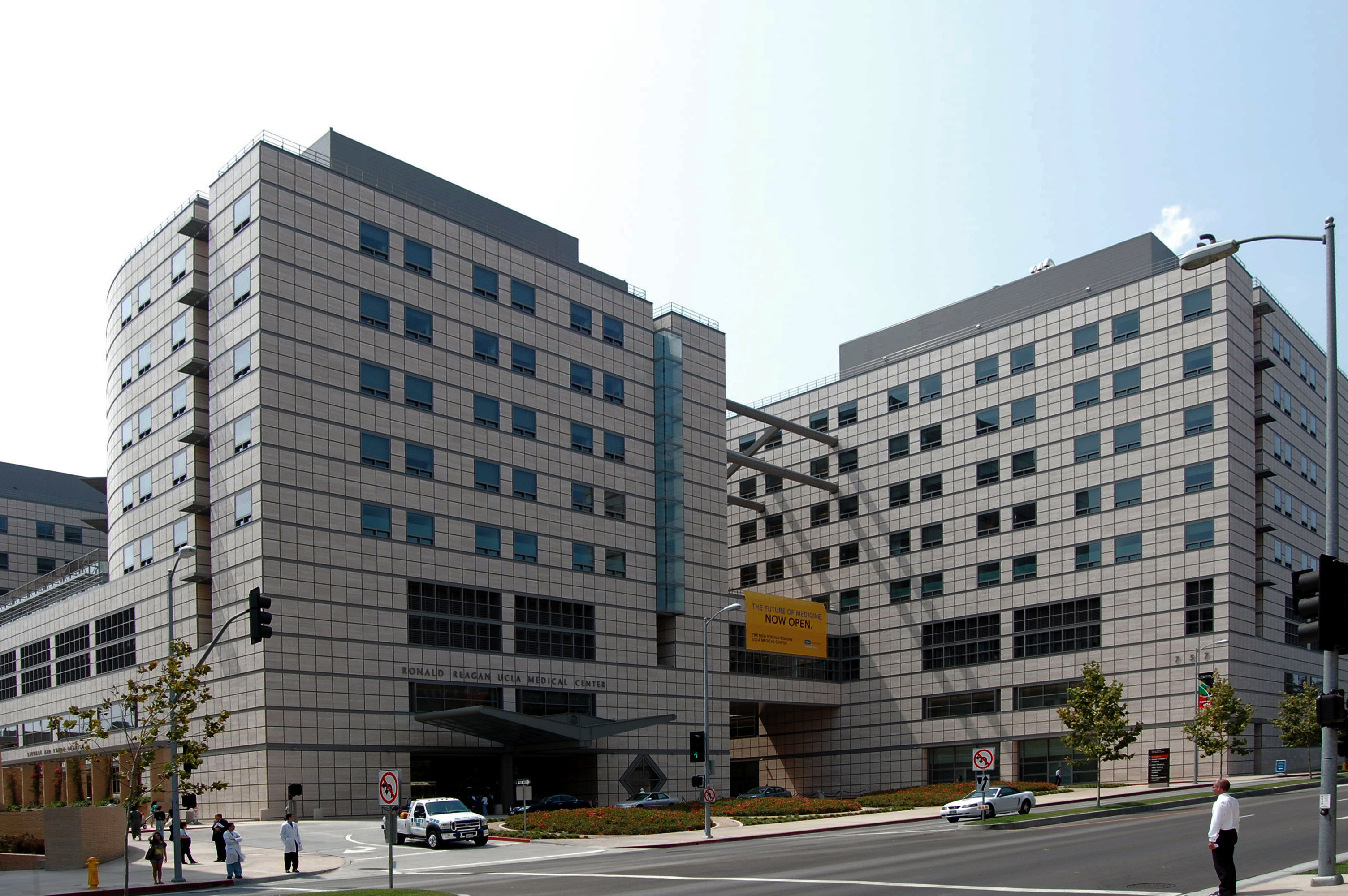
Медицинский центр Калифорнийского университета

Утром 25 июня 2009 года Майкл потерял сознание, находясь в доме, который он снимал в Холмби-Хиллз, на западе Лос-Анджелеса. Личный врач Джексона, кардиолог Конрад Мюррей, позже сообщил через своего адвоката, что он поднялся на второй этаж и нашёл Джексона в постели уже не дышавшим, но со слабым пульсом в бедренной артерии. Мюррей приступил к сердечно-лёгочной реанимации (СЛР). Через 5—10 минут Мюррей решил сделать телефонный звонок, но в спальне не было стационарного телефона, а по сотовому телефону Мюррей звонить не мог, так как не знал адреса дома Джексона. Пока Мюррей искал охранника, чтобы тот со своего телефона позвонил в экстренные службы, прошло 30 минут. В 12:21 по местному времени (PDT) был зарегистрирован звонок на номер 911. Звонил не Мюррей, а работник службы безопасности дома.
Приехавшие через 3 минуты и 17 секунд после звонка медики обнаружили не дышавшего Джексона с остановившимся сердцем и в течение 42 минут проводили сердечно-лёгочную реанимацию. По словам адвоката Мюррея, врач из UCLA предписал команде медиков сделать прямой укол адреналина в сердце Джексона. Адвокат отмечал, что всё время, пока Джексон находился дома, у него по-прежнему был пульс. Попытки вернуть Джексона к жизни продолжались по дороге и в течение часа после приезда в Медицинский центр Калифорнийского университета (UCLA) в 13:14. Эффекта добиться не удалось. Смерть была констатирована в 14:26 по местному времени.

### Здоровье
Стейси Браун, биограф Джексона, говорил, что Джексон стал «очень слабым, с очень, очень большим недостатком веса» и что семья очень беспокоилась об этом. Другой биограф, Дж. Рэнди Тараборелли, знавший Джексона в течение 40 лет, говорил, что Джексон страдал от зависимости от обезболивающих в течение десятилетий. Японский хирург Евгений Аксёнов, к которому несколько раз обращался Джексон, в интервью The Japan Times подтвердил, что Джексон обращался к нему за стимуляторами, когда страдал от хронического недомогания, лихорадки и бессонницы, но он отказался их выписывать. Арнольд Клейн, дерматолог Джексона, подтвердил тот факт, что Джексон злоупотреблял лекарствами, отпускаемыми по рецептам. В то же время Клейн осматривал Джексона за три дня до его смерти и, по словам Клейна, певец «был в очень хорошем физическом состоянии. Он танцевал для моих пациентов. Он был в хорошем психологическом тонусе, когда мы его осматривали, и в очень хорошем настроении».

## Расследование

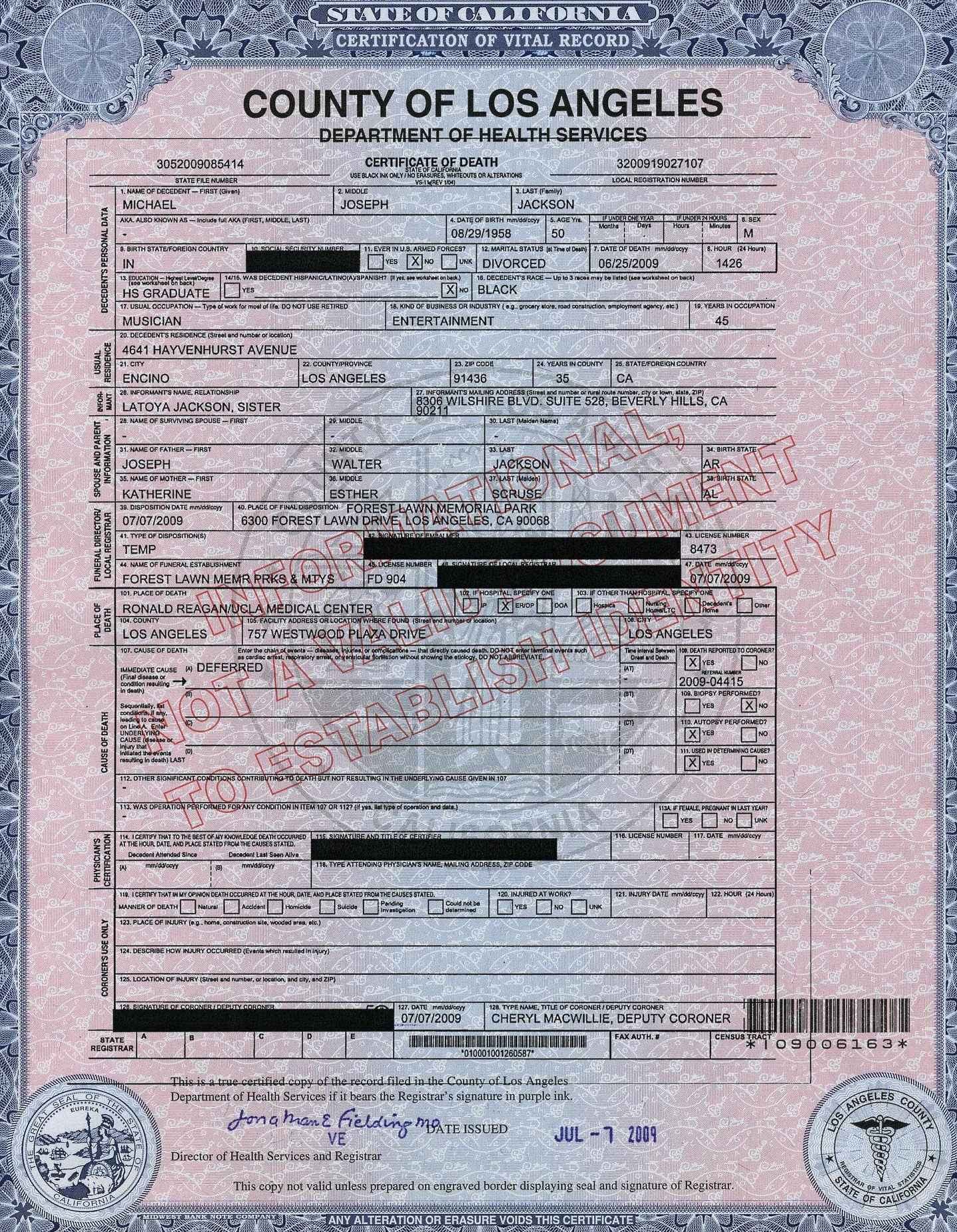
Свидетельство о смерти Майкла Джексона. Графы с причиной смерти не заполнены

### Вскрытия
Расследованием причин смерти занялись коронеры. Тело Майкла было перевезено вертолётом в Бойл-Хейтс, где располагается служба коронеров Лос-Анджелеса. Вскрытие было проведено 26 июня вечером, после чего тело было отдано семье. Однако причина смерти не была установлена. Для её выяснения требовались дополнительные токсикологические тесты, проведение которых могло занять от 6 до 8 недель. В то же время коронер отметил, что следов насилия и признаков убийства во время вскрытия обнаружено не было. Позже семья Джексонов провела повторное вскрытие.

### Официальное расследование
Несмотря на то, что первоначально не было подозрений в убийстве, на следующий день после смерти Джексона расследованием необычного и громкого дела занялся Департамент полиции Лос-Анджелеса (LAPD). Так как LAPD не ограничивала доступ в дом Джексона, и он свободно посещался его родственниками, некоторые наблюдатели, такие как адвокат Браун Харланд, подвергли критике действия полиции, считая, что, благодаря свободному доступу посторонних лиц, цепь обеспечения сохранности могла быть разрушена.
1 июля к расследованию присоединилось Управление по борьбе с наркотиками (DEA). DEA, имея право расследовать проблемы, обычно защищённые врачебной тайной, могло изучить все выписанные Джексону лекарства. Главный прокурор Калифорнии Джерри Браун рассказал, что DEA использовало для расследования CURES — базу данных рецептов, содержащую информацию о всех выписанных лекарствах, врачах, дозах и пациентах. 9 июля Уильям Браттон, шеф полиции Лос-Анджелеса, заявил, что расследование сосредоточено на версиях убийства или случайной передозировки, но необходимо дождаться полных токсикологических отчётов от коронеров.
24 августа были обнародованы выводы судебной медэкспертизы — смерть наступила вследствие передозировки сильнодействующего снотворного средства пропофол. Также в крови обнаружен ряд других сильнодействующих веществ (лоразепам, диазепам, мидазолам).
28 августа коронер Лос-Анджелеса объявил, что смерть Майкла Джексона будет квалифицироваться как убийство.

### Личный врач
Личный врач Джексона кардиолог Конрад Мюррей родился в 1953 году в Гренаде, долгое время жил в Тринидаде и Тобаго, эмигрировал в США в 1960-х. Выпускник 1989 года Медицинского колледжа Мехарри в Нашвилле (Теннесси). Американским советом по внутренней медицине сертифицирован не был. В 1992 году его фирма обанкротилась, и позже на него было подано несколько исков на общую сумму 790 тыс. долларов США. По данным Telegraph, Мюррей познакомился с Джексоном в 2008 году в Лас-Вегасе, где Мюррей лечил его простуду. По данным People, знакомство произошло в 2006 году, когда Мюррей лечил детей Джексона. Джексон настоял на том, чтобы AEG Live — организатор запланированных концертов Джексона — нанял Мюррея, и Мюррей жил с Джексоном две недели, готовя его к концертной программе. Мюррей должен был сопровождать Джексона во время его поездки в Великобританию, ему должны были платить 150 тыс. долларов США в месяц, но на контракте требовалась подпись Джексона, и он так и не был им подписан.
Были высказаны сомнения в качестве сердечно-лёгочной реанимации, проведённой Мюрреем — Мюррей проводил её не на полу или другой твёрдой поверхности, а на постели. Как только оператор 9-1-1 услышал, что СЛР проводится на постели, он сразу же попросил переложить больного на пол. В ответ Мюррей через адвоката заявил, что постель была очень жёсткая, к тому же он подложил руку под спину Джексона. Кроме того, адвокат заявил, что в то время, как приехала скорая помощь, кровь Джексона ещё циркулировала, был пульс, а значит СЛР была успешной. Профессор кардиологии Университетской школы медицины Индианы заявил, что «очень сложно, если вообще возможно, проводить СЛР на кровати. [На ней] нет рычага, нет жёсткой поддержки, нет разгибания шеи». Профессор также отметил, что нельзя поддерживать спину больного одной рукой, проводя СЛР другой рукой, так как «даже для истощённого 50-килограммового человека вам нужно две руки», чтобы достичь нужного сжатия.
29 июля 2009 года стало известно признание личного врача о том, что он незадолго перед смертью ввёл Майклу Джексону седативное средство пропофол.
27 сентября 2011 года в Лос-Анджелесе начался судебный процесс над доктором Конрадом Мюрреем по обвинению в непредумышленном убийстве, 29 ноября он был признан виновным и приговорён к четырём годам заключения, но после двух лет 28 октября 2013 года был досрочно освобождён, в том числе из-за хорошего поведения.

## Семья

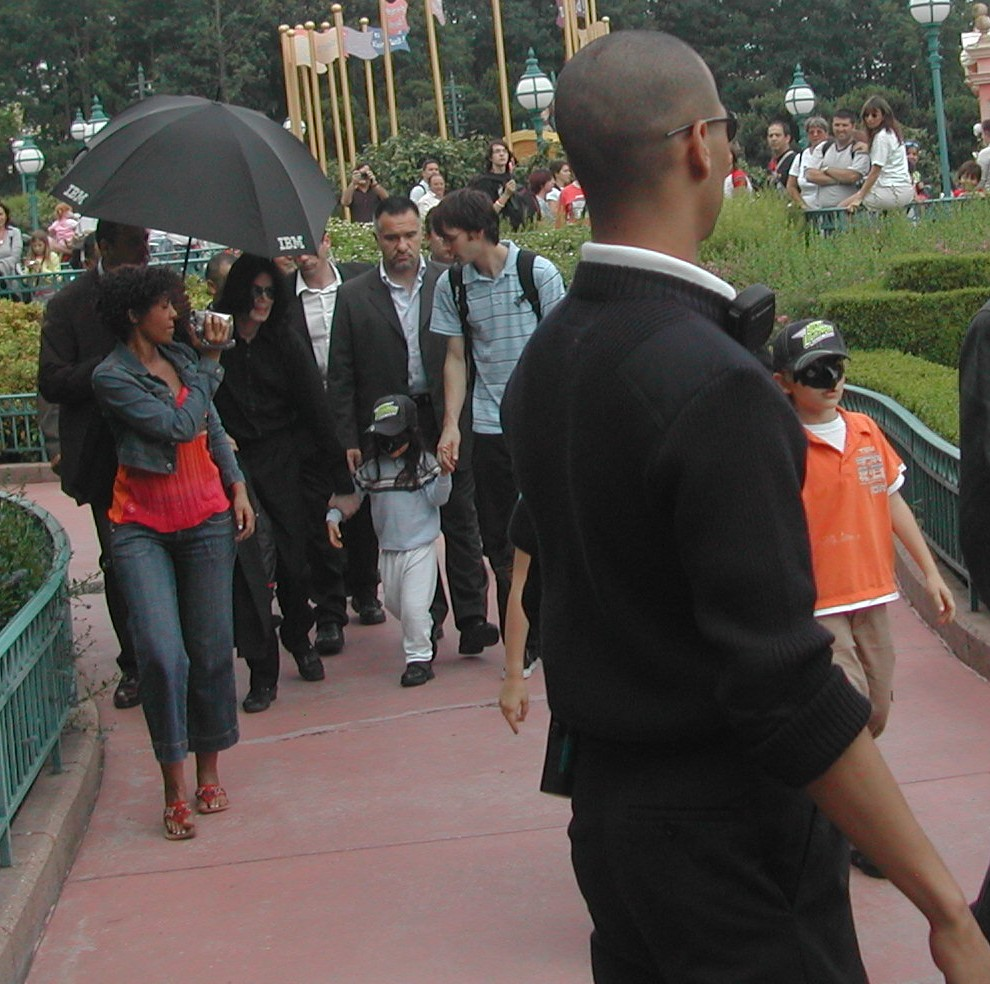
Под зонтиком — Майкл с детьми. Июнь 2006 года

У Майкла Джексона остались сын и дочь от брака с Дебби Роу — Принц Майкл Джозеф Джексон (р. 1997) и Пэрис Майкл Кэтрин Джексон (р. 1998), а также сын Принц Майкл Джексон II, рождённый в 2002 году от неизвестной суррогатной матери.
Его также пережили братья — Джеки, Тито, Джермейн, Марлон, Рэнди; сёстры — Ребби, Джанет и Ла Тойя; родители — Джозеф и Кэтрин Джексоны. 27 июня семья Джексонов распространила совместное заявление:

В один из самых тёмных моментов наших жизней нам тяжело найти слова, достойные этой внезапной трагедии, с которой мы все столкнулись. Наш любимый сын, брат и отец троих детей ушёл так неожиданно, таким трагическим образом и так быстро. Это оставляет нас, его семью, безмолвными и опустошёнными до той степени, когда общение с внешним миром кажется порою почти невозможным.
Мы потеряли Майкла навсегда, нашу боль нельзя передать словами. Но Майкл не хотел бы, чтобы мы сейчас сдавались. Поэтому мы хотим сказать спасибо всем его верным помощникам и фанатам во всём мире, вы — те, которых Майкл любил так сильно. Пожалуйста, не впадайте в отчаяние, потому как Майкл останется жить в каждом из вас. Продолжайте нести его слово, потому что это именно то, что он хотел бы, чтобы вы делали. Продолжайте, и его наследие будет жить вечно.
Оригинальный текст (англ.)In one of the darkest moments of our lives we find it hard to find the words appropriate to this sudden tragedy we all had to encounter. Our beloved son, brother and father of three children has gone so unexpectedly, in such a tragic way and much too soon. It leaves us, his family, speechless and devastated to a point, where communication with the outside world seems almost impossible at times.

We miss Michael endlessly, our pain cannot be described in words. But Michael would not want us to give up now. So we want to thank all of his faithful supporters and loyal fans worldwide, you – who Michael loved so much. Please do not despair, because Michael will continue to live on in each and every one of you. Continue to spread his message, because that is what he would want you to do. Carry on, so his legacy will live forever.
— Совместное заявление семьи Джексонов
29 июня временное право на опеку детей Майкла Джексона получила мать Майкла Кэтрин Джексон.

## Резонанс в мире

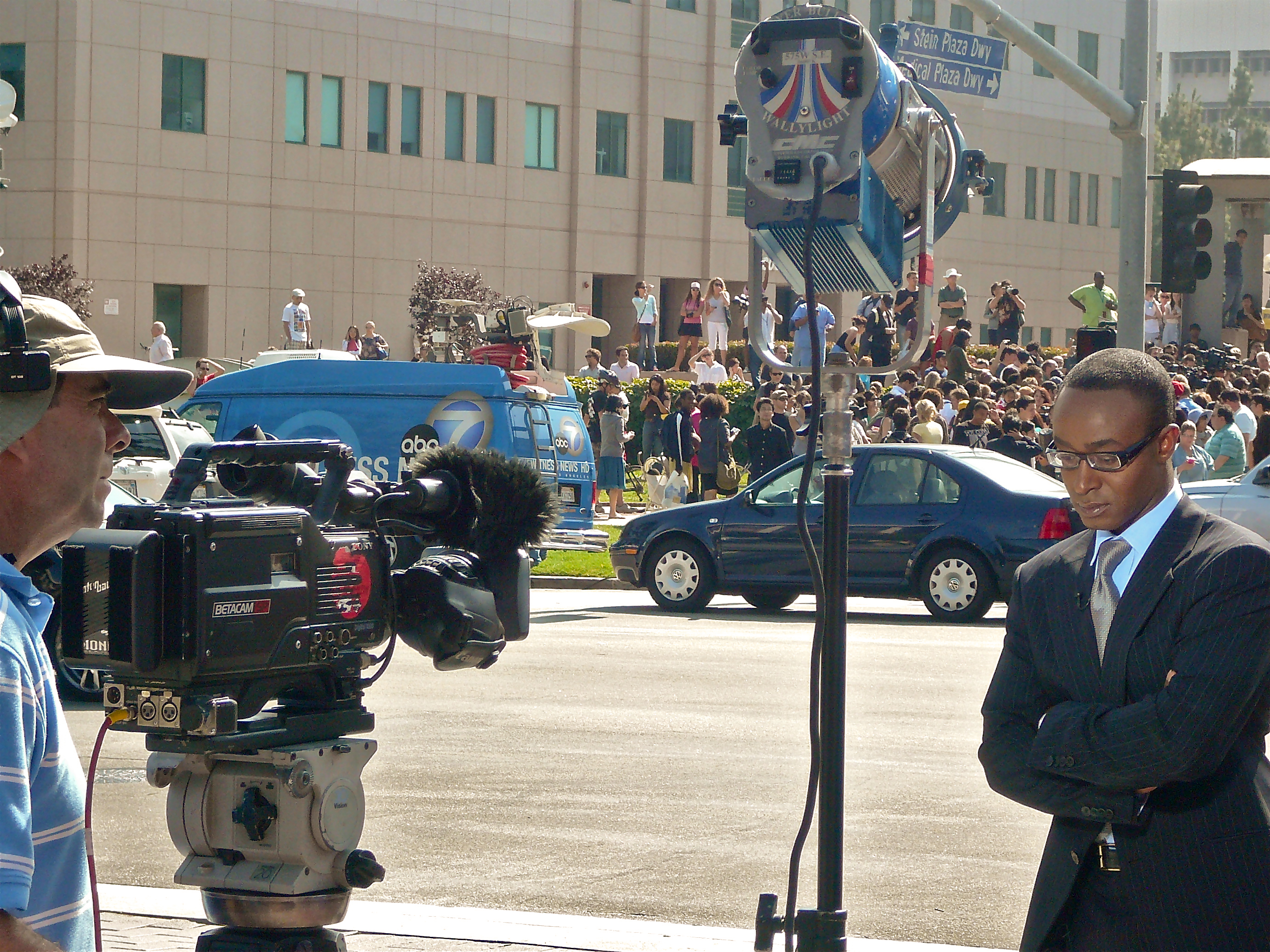
Пресса и публика, собравшаяся вокруг Медицинского центра Калифорнийского университета 25 июня

### Средства массовой информации
Новость о смерти Джексона была впервые сообщена TMZ.com, лос-анджелесским таблоидом, пишущем о знаменитостях. Смерть Джексона была констатирована в 14:26, а уже 18 минут спустя, в 14:44, веб-сайт сообщал, что «Майкл Джексон умер сегодня в возрасте 50 лет». Более часа о смерти Джексона сообщал один только TMZ.com, журналы и телевидение остерегались перепечатывать эту информацию, боясь распространить ложную информацию. Первым информацию о смерти Джексона подтвердил The Los Angeles Times в 15:15 PDT. От большого наплыва посетителей сайты TMZ.com и The Los Angeles Times работали с перебоями.
Сразу после известия о смерти Джексона каналы MTV и BET начали транслировать только клипы Майкла Джексона и программы, посвящённые Джексону. На MTV беспрерывный марафон клипов Джексона продолжился двое суток. После каждого клипа транслировалось прямое включение из импровизированной студии на Таймс-Сквер, куда звонили известные персоны поп-индустрии и выражали слова соболезнования. Американские каналы ABC, CBS, NBC 25 июня выпустили в прайм-тайм специальные программы, посвящённые смерти Джексона и Фэрры Фосетт. Журнал TIME 29 июня издал специальный мемориальный выпуск о Джексоне, который стал первым таким мемориальным выпуском после номера про атаки 11 сентября в 2001 году.
25 и 26 июня смерти Майкла Джексона были посвящены 60 % всех новостных выпусков в США. Такое подробное освещение смерти Джексона в средствах массовой информации подверглось критике. Глава Венесуэлы Уго Чавес заявил, что телеканал CNN уделил смерти Джексона больше внимания, нежели политическому кризису в Гондурасе, и назвал такую новостную политику «достойной сожаления» (исп. lamentable). 70 % белых и 36 % чернокожих американцев, опрошенных Pew Research Center, считали освещение смерти Джексона в прессе слишком подробным, и только три процента сочли, что освещение смерти Джексона недостаточно. В Би-би-си поступило более 700 обращений от зрителей, жаловавшихся на слишком большое число новостей о Джексоне.

### Продажи
Через несколько часов после смерти Джексона продажи его записей стремительно увеличились. Его альбом Thriller поднялся на первую строчку в чарте американского iTunes, в то время как другие восемь альбомов поднялись в первые 40 строк. В Великобритании из первых двадцати строк в чарте Amazon.com 14 занимали альбомы Джексона, причём первое место занимал альбом Off The Wall. Продажи всех дисков и MP3 Майкла Джексона на Amazon.com 26 июня выросли в 721 раз. По словам вице-президента Amazon.com, интернет-магазин распродал все имеющиеся диски Майкла Джексона и Jackson 5 за считанные минуты после известия о смерти Джексона.
Всего в США за неделю было продано 415 000 альбомов Майкла Джексона, что на 40 % больше, чем за весь год до его смерти.

### Реакция поклонников и официальных лиц
В день кончины на официальном сайте размещены соболезнования от глав корпорации «Sony». Это обращение находилось на сайте 25 и 26 июня, затем его заменили на доску объявлений, на которой мог разместить своё сообщение каждый желающий.

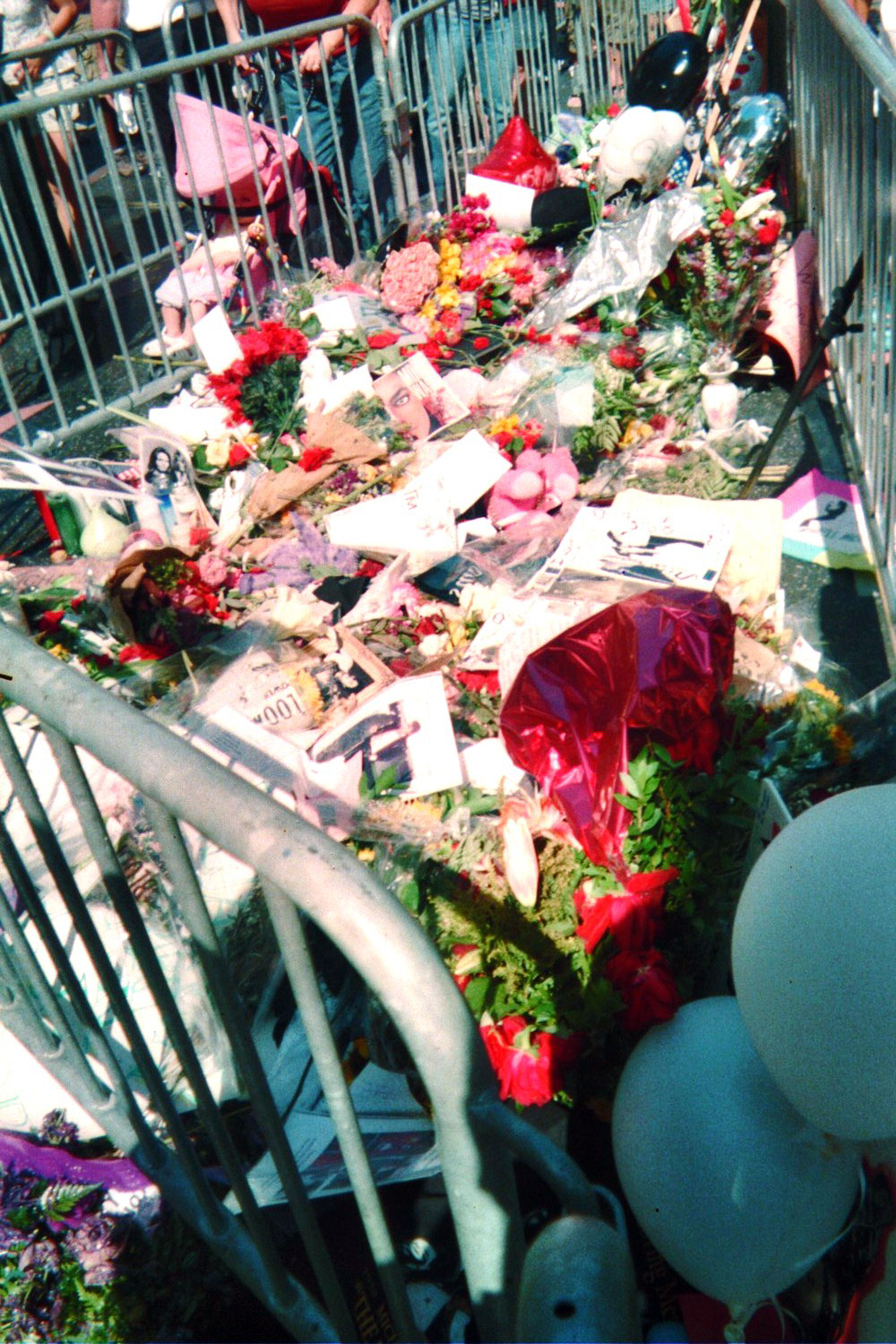
Звезда Майкла Джексона на Голливудской аллее славы, покрытая цветами и фотографиями, 27 июня 2009 года

Смерть Джексона вызвала горечь среди его фанатов, которые стали собираться вокруг Медицинского центра Калифорнийского университета и дома Майкла в Холмби-Хиллз. Также фанаты подходили к театру «Аполло» в Нью-Йорке. Небольшая группа поклонников, в том числе мэр города, столпилась в Гэри вокруг дома, в котором Джексон провёл детство. Фанаты также собирались на Голливудской аллее славы вокруг звезды радиокомментатора Майкла Джексона, так как звезда самого Майкла Джексона была недоступна в связи с премьерой фильма «Бруно». В России поклонники Джексона собирались у Посольства США в Москве, крепя к ограде посольства цветы и фотографии.

Как заявил глава фан-клуба Джексона «MJJcommunity» Гэри Тейлор, 12 поклонников покончили с собой после известия о смерти Майкла.
Президент США Барак Обама в разговоре с пресс-секретарём Белого дома Робертом Гиббсом назвал Майкла Джексона «музыкальной иконой», выразил соболезнования родным и фанатам певца, а также послал письмо семье Джексона. В Палате представителей США память Джексона почтили минутой молчания.
На смерть Джексона отреагировали многие знаменитости. Мадонна, которая хотела участвовать в одном из концертов Джексона в Лондоне, заявила, что «не может перестать плакать» по поводу смерти Джексона. Элизабет Тейлор, давний друг Джексона, сказала, что её «сердце и разум разбиты», и что она «не может представить жизнь без него». Пол Маккартни опубликовал на своём сайте сообщение, в котором говорилось: «Для меня было честью проводить время и работать с Майклом. Он был очень талантливым парнем с нежной душой. Его музыку будут помнить вечно, а мои воспоминания о времени, проведённом с ним вместе, будут счастливыми». Свои соболезнования по поводу кончины Майкла Джексона на официальном сайте группы Queen выразил Брайан Мэй. Лиза Мария Пресли, бывшая жена Майкла Джексона, сказала, что она чрезвычайно поражена тем, что с Джексоном произошло точно то же самое, что и с её отцом Элвисом Пресли в 1977 году, как это и предсказывал сам Майкл.

### Интернет

Поисковые запросы о Майкле Джексоне в Google 25 июня. Стрелками отмечены время смерти и первое сообщение о смерти Джексона TMZ.com

Сообщение о смерти Джексона быстро распространилось по Интернету, что вызвало проблемы в работе многих веб-сайтов. Так, поисковая машина Google восприняла большое число поисковых запросов «Michael Jackson» как атаку хакеров и с 14:40 до 15:15 PDT выдавала пользователям предупреждение о том, что их «запрос похож на запросы, автоматически рассылаемые вирусами и шпионскими программами». Число сообщений о Джексоне в сервисе микроблогов Twitter 25 июня поднималось до 100 000 в час, в результате чего сервис был временно недоступен. AIM, сервис мгновенного обмена сообщениями компании America Online, был недоступен в течение 40 минут. America Online выступила со специальным пресс-релизом, в котором день смерти Джексона и Фэрры Фосетт назывался «узловым днём в истории Интернета» и отмечалось, что они «никогда не видели ничего подобного по масштабу или глубине». Интернет-энциклопедия Википедия была временно недоступна приблизительно в 15:15 PDT из-за наплыва читателей и активного редактирования статей. По подсчётам компании Keynote, среднее время загрузки новостного сообщения в течение 3-х часов увеличилось вдвое — с четырёх секунд до девяти.
Несмотря на то, что некоторые сайты и серверы были затронуты наплывом множества людей, на Интернет как целое сообщение о смерти Джексона не повлияло. IP трафик через London Internet Exchange — крупнейшую европейскую точку обмена трафиком — 25 и 26 июня не отклонялся от нормы; Virgin Media, один из крупнейших провайдеров Великобритании, зарегистрировал в четверг ночью увеличение трафика на 10,8 % по сравнению с предыдущей ночью; Akamai зарегистрировал 11 % увеличение мирового трафика в 15:00—16:00 PDT. Аналитики объяснили это тем, что различные протоколы для обмена сообщениями не вносят большого вклада в общее дневное потребление трафика. Virgin Media отметила, что во время подобных событий проблемы редко затрагивают инфраструктуру Интернета или Интернет как целое; как правило, проблемы касаются лишь отдельных контент-провайдеров, оборудование которых не справляется с резким увеличением обращений на веб-сайт.
Для многих сайтов день смерти Джексона стал рекордным по посещаемости. Новость Michael Jackson rushed to hospital на сайте Yahoo! посещалась рекордные 800 тыс. раз за первые 10 минут, а в целом Yahoo! News за сутки было просмотрено 16,4 миллионами уникальных посетителей, что превысило предыдущий рекорд дня выборов в США в 15,1 млн посетителей. 26 июня статья Michael Jackson в Англоязычной Википедии была показана 5,9 млн раз, что явилось рекордом посещаемости за всю историю энциклопедии.

## Похороны

### Подготовка церемонии прощания
Церемония прощания была проведена 7 июля в лос-анджелесском «Стэйплс Центр» вместительностью в 20 тыс. человек. 17 500 бесплатных билетов были случайным образом разыграны среди желающих. Страница, на которой они принимались, была показана 4 млн раз и для обработки запросов был установлен дополнительный сервер. Всего было принято 1,6 млн заявок от фанатов. 5 июля компьютер выбрал из зарегистрировавшихся 8750 человек, каждый из которых получил по два билета. 11 000 обладателей билетов были пущены внутрь Staples Center, остальные 6500 человек наблюдали за церемонией с больших экранов на улице. Для охраны порядка были выделены 3200 полицейских, церемония обошлась бюджету города Лос-Анджелеса от 1,5 до 4 млн долларов.

### Церемония прощания и похороны

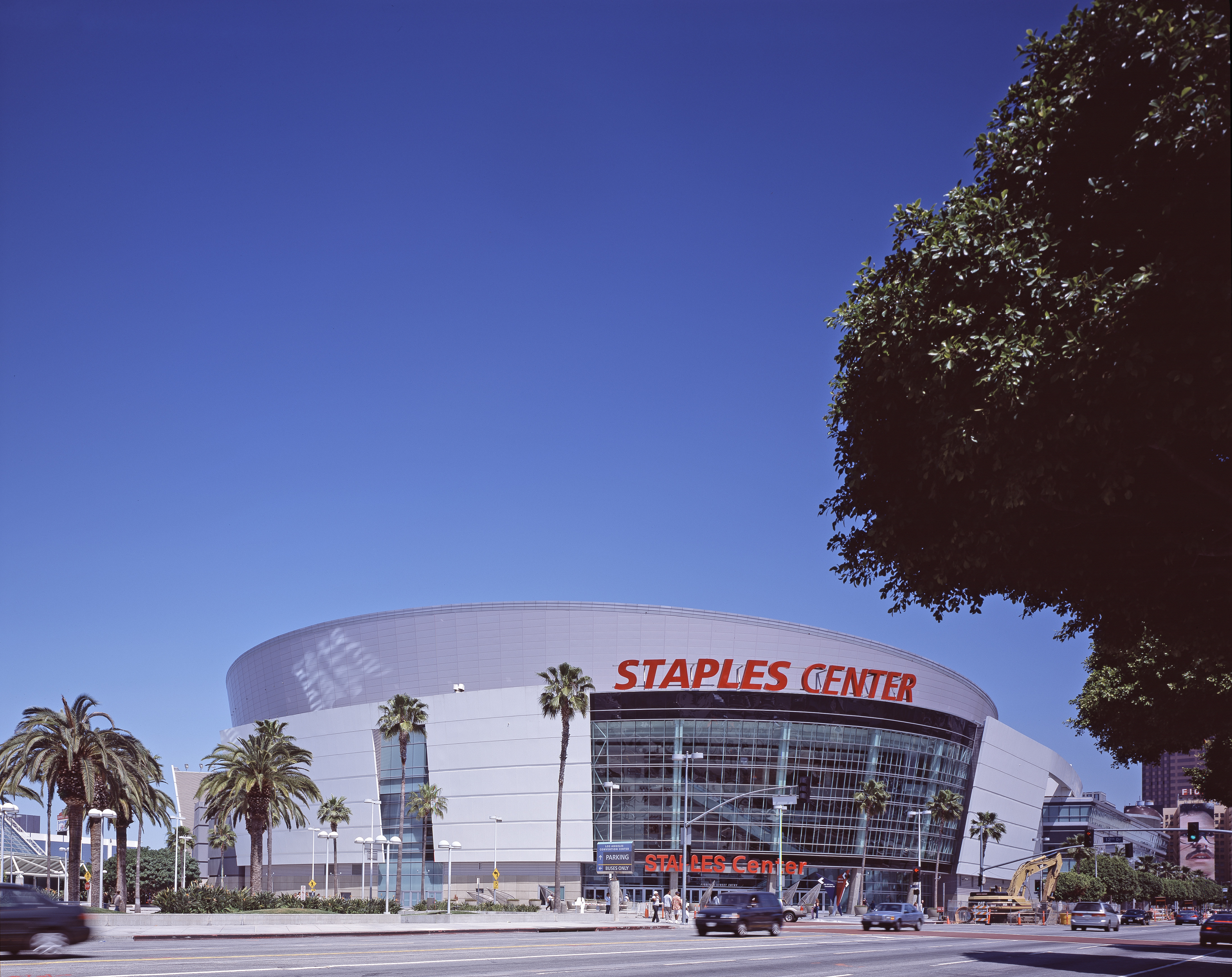
Staples Center, где Майкл Джексон за два дня до смерти репетировал концерты тура «This Is It»

Закрытая церемония прощания с Майклом Джексоном прошла 7 июля в мемориальном парке Форест-Лаун. Позже гроб был перевезён в Staples Center, где должна была проходить публичная церемония.
Службу в 17:10 UTC начал Смоки Робинсон, прочитав обращения от Дайаны Росс и Нельсона Манделы. В то время как госпел-хор пел «Soon and Very Soon» Андре Крауча, в зал был внесён гроб Джексона. Вслед за этим речь прочёл пастор Луциус Смит. Мэрайя Кэри и Трей Лоренс спели I'll Be There, сингл Jackson 5, после чего сказала своё слово Куин Латифа. Лайонел Ричи, друг Джексона и соавтор «We Are the World», исполнил песню «Jesus is Love» группы The Commodores. Берри Горди, основатель Motown Records, звукозаписывающей компании, где Джексон с братьями начинал свою карьеру, произнёс речь, в которой назвал Джексона «величайшим когда-либо жившим работником индустрии развлечений». Эти слова были встречены продолжительной овацией.
Затем Стиви Уандер говорил и исполнил песню «Never Dreamed You'd Leave in Summer» и «They Won’t Go When I Go». Коби Брайант рассказал о гуманитарной деятельности Джексона, а Мэджик Джонсон, появившийся в эпизоде в клипе «Remember the Time», говорил о своих отношениях с Джексоном. Джон Мейер исполнил на гитаре композицию «Human Nature» с альбома Thriller. Брук Шилдс рассказала о времени, проведённом с Джексоном, прочитала отрывки из Маленького принца и заметила, что любимой песней Джексона была «Smile» Чарли Чаплина, которая тут же была исполнена Джермейном, старшим братом Джексона.
Дети Мартина Лютера Кинга, Мартин Лютер Кинг III и Бернайс Кин, сказали, что Майкл Джексон был лучшим в том, чем занимался. Шейла Джексон-Ли, член Палаты представителей США от Техаса говорила об «американской истории» Джексона и заявила о своём намерении объявить его через Палату представителей международным гуманитарным деятелем. Ашер подошёл к гробу и спел песню «Gone Too Soon» (рус. «Ушёл слишком рано»), которую сам Джексон пел в память о Райане Уайте, школьнике, умершим от СПИДа в 1990 году. После Ашера был показан клип из «Шоу Эда Салливана» 1969 года, в котором Jackson 5 исполнял «Who's Loving You» Смоки Робинсона. После показа клипа выступил сам Смоки Робинсон, рассказав об этом исполнении своей песни. После рассказа Робинсона эту песню исполнил 12-летний Шахин Джафарголи, участник шоу «Британия ищет таланты». Следующим о Джексоне вспоминал Кенни Ортега, затем несколько гостей вместе с певцами, в том числе семья и дети Майкла Джексона, исполнили «We Are the World» и «Heal the World».
После концерта братья Джексона, Марлон и Джермейн, произнесли небольшие речи и обнялись. Завершила концерт дочь Майкла Джексона, Пэрис Кэтрин Джексон, которая со слезами сказала, что любит своего отца, добавив, что он был «лучшим отцом, которого вы только можете представить». Семья увезла гроб со стадиона, когда начал исполняться «Man in The Mirror». Во время исполнения прожектор освещал стойку с микрофоном, у которой никого не было. Пастор Луциус Смит закрыл службу молитвой в 19:48 UTC.

### Трансляция церемонии прощания
Церемония прощания транслировалась во многих странах мира. В США церемония прощания транслировалась 19 телеканалами, а также показывалась в 37 кинотеатрах. В России прямая трансляция производилась на каналах Муз-ТВ, Euronews и MTV Россия. Общая мировая аудитория церемонии до начала трансляции оценивалась от 300 млн до 1 млрд человек. Эти прогнозы оказались сильно завышенными. Всего в США телевизионную трансляцию смотрели 31 млн человек. Для сравнения, похороны принцессы Дианы смотрели 33 млн американцев, похороны Рональда Рейгана — 23 млн, а извинения Билла Клинтона перед нацией в августе 1998 года — 68 млн человек. В Великобритании общая аудитория трансляции составила 6,5 млн человек — по BBC Two трансляцию смотрело 4,5 млн зрителей (20 % всей аудитории этого таймслота), по Five — 1,2 млн и 900 тыс. — по Sky News. Для Sky News аудитория трансляции стала самой большой после первых дней Войны в Ираке.
Кроме телевидения, церемония также транслировалась в сети Интернет. Сайт CNN за 7 июля передал 9,7 млн видеопотоков, что меньше рекордных 27 млн видеопотоков в день инаугурации Барака Обамы. UStream передавал 4,6 млн, а сайт MSNBC — 3 млн видеопотоков. На сайте Би-би-си трансляцию смотрели 8,2 млн глобальных уникальных посетителя, что для сервиса BBC Online стало вторым по популярности событием после инаугурации Обамы.

### Похороны
Появлялись сообщения, что Майкл Джексон был тайно похоронен 9 августа 2009 года на лос-анджелесском кладбище «Форест-Лаун», однако позднее появились сведения, что он будет похоронен только в сентябре.
Окончательные похороны короля поп-музыки состоялись 3 сентября на кладбище Форест-Лаун в пригороде Лос-Анджелеса. В свидетельстве о смерти в графе «причина» указано «убийство».

## Теории заговора
Существует теория заговора, согласно которой Майкл Джексон инсценировал свою смерть и на самом деле жив. Согласно этой теории, Майкл, устав от своей карьеры и от своих врагов, решил инсценировать свою смерть, чтобы прожить свою жизнь вдали от массмедиа. Среди доказательств приводят момент с телерепортажа, где показывают, как тело в доставляющем Майкла вертолёте неожиданно двигается. После смерти всплыло видео, где та же машина скорой помощи, в которой перевозили Майкла Джексона, въезжает в гараж, а затем неизвестный человек открывает дверь, и из неё выходит человек, который фигурой своей очень похож на Майкла, который затем входит в больницу. На похоронах гроб был закрыт, а родственники Джексона не плакали и даже улыбались. Среди зрителей сидела некая женщина, которая внешностью похожа на Майкла Джексона. Теоретики утверждают, что это сам король поп-музыки посещает свои похороны. Другие же считают пожилого мужчину в шляпе Майклом Джексоном в гриме.
Также, согласно теоретикам, его друг Дейв, который присутствовал на шоу Ларри Кинга — это сам Майкл Джексон в гриме. Также существует сайт, авторы которого подбирает слухи очевидцев того, что видели живого Майкла после смерти по всему миру: Франции, Германии, Англии, Ирландии, Швейцарии. На сайте один из мексиканских пограничников утверждал, что видел его через несколько часов после смерти. Существует видео, где молодая французская пара на улицах Парижа видели некого человека в маске и очках, который похож на Майкла Джексона, в окружении охранников, которые сразу после того, как его заметили, начали бежать за этой парой, требуя удалить видео. Затем в 2016 году поклонник разглядел в Instagram на фотографии дочки Джексона Пэрис тень её отца.
Несмотря на все доказательства, теория не признаётся и опровергнута.
Существует другая теория, согласно которой Майкла Джексона убили, чтобы заполучить прибыль или скрыть кое-что, что Майкл пытался раскрыть на публику, а также из-за того, что Майкл не подчинялся никому. Эту теорию разогрела дочь Пэрис, которая сказала в интервью, что «её отца убили». Вскоре некоторые фанаты начали развивать эту теорию. Канье Уэст поддержал эту теорию в твиттере, заявив, что за убийством короля поп-музыки стоит компания Sony. Среди других кандидатов на убийство были: Иллюминаты, президент Ирана Махмуд Ахмадиженад, Джеффри Эпштейн.

## Завещание
1 июля 2009 года было обнародовано завещание Майкла Джексона, составленное 7 июля 2002 года. Согласно документу, всё состояние, оценённое на тот момент в $500 млн и практически полностью состоящее из «безналичных, неликвидных активов, в первую очередь из процентных отчислений по каталогу издательских прав, находящегося в текущем управлении компании Sony ATV, а также других процентных отчислений», а также опека над детьми, переходит под управление «Фонда семьи Майкла Джексона» (Michael Jackson Family Trust), которым управляет мать Майкла — Кэтрин Джексон. В случае смерти или потери дееспособности Кэтрин Джексон правопреемником должна стать Дайана Росс — известная американская певица и близкий друг Майкла. В завещании не указаны отец Майкла — Джозеф Джексон и бывшая жена Дебби Роу.

### Комментарии
1. ↑  англ. very frail, totally, totally underweight
2. ↑  англ. was in very good physical condition. He was dancing for my patients. He was very mentally aware when we saw him and he was in a very good mood.
3. ↑  англ. [It's] very difficult to impossible to do CPR in bed; [there's] no leverage, no firm support, [and] no neck extension.
4. ↑  англ. To think that you could have sufficient compression with one arm behind the individual and another trying to do CPR just makes no sense. Even in a debilitated, 110-pound person, you're going to need both hands.
5. ↑  англ. Michael Jackson passed away today at the age of 50.
6. ↑  В настоящий момент на сайте TMZ.com указана дата 5:20PM EST, то есть за 6 минут до смерти Джексона. Та же дата указана и в некоторых статьях, например, статье New York Times и статье CNET
7. ↑  англ. I can't stop crying over the sad news. I have always admired Michael Jackson. The world has lost one of the greats, but his music will live on forever! My heart goes out to his three children and other members of his family. God bless.
8. ↑  англ. My heart…my mind... are broken. I loved Michael with all my soul and I can't imagine life without him
9. ↑  англ. I feel privileged to have hung out and worked with Michael. He was a massively talented boy man with a gentle soul. His music will be remembered forever and my memories of our time together will be happy ones.
10. ↑  англ. As I sit here overwhelmed with sadness, reflection and confusion at what was my biggest failure to date, watching on the news almost play by play The exact Scenario I saw happen on August 16th, 1977 happening again right now with Michael (A sight I never wanted to see again) just as he predicted, I am truly, truly gutted
11. ↑  англ. Today was a seminal moment in Internet history.
12. ↑  англ. We've never seen anything like it in terms of scope or depth
13. ↑  Первоначально организаторы ошибочно сообщали о 500 млн показов в первые полтора часа, см. статьи Telegraph и CBS
14. ↑  англ. Ever since I was born, Daddy has been the best father you can ever imagine